# Парріш (Алабама)
Парріш (англ. Parrish) — місто (англ. town) в США, в окрузі Вокер штату Алабама. Населення — 982 особи (2010).

## Географія
Парріш розташований за координатами 33°43′56″ пн. ш. 87°16′48″ зх. д. / 33.73222° пн. ш. 87.28000° зх. д. (33.732321, -87.280127).  За даними Бюро перепису населення США в 2010 році місто мало площу 5,42 км², уся площа — суходіл.

## Демографія
Згідно з переписом 2010 року, у місті мешкали 982 особи в 385 домогосподарствах у складі 236 родин. Густота населення становила 181 особа/км².  Було 466 помешкань (86/км²).
Расовий склад населення:
| - 70,6 % — білих - 26,0 % — чорних або афроамериканців - 0,5 % — корінних американців - 0,5 % — азіатів |

До двох чи більше рас належало 2,2 %. Частка іспаномовних становила 0,5 % від усіх жителів.
За віковим діапазоном населення розподілялося таким чином: 25,6 % — особи молодші 18 років, 58,2 % — особи у віці 18—64 років, 16,2 % — особи у віці 65 років та старші. Медіана віку мешканця становила 38,4 року. На 100 осіб жіночої статі у місті припадало 81,9 чоловіків;  на 100 жінок у віці від 18 років та старших — 81,8 чоловіків також старших 18 років.
Середній дохід на одне домашнє господарство  становив 39 103 долари США (медіана — 29 335), а середній дохід на одну сім'ю — 45 444 долари (медіана — 35 536). За межею бідності перебувало 15,8 % осіб, у тому числі 17,8 % дітей у віці до 18 років та 15,3 % осіб у віці 65 років та старших.
Цивільне працевлаштоване населення становило 364 особи. Основні галузі зайнятості: освіта, охорона здоров'я та соціальна допомога — 28,6 %, роздрібна торгівля — 15,7 %, виробництво — 14,0 %.